# Kabupaten de Raja Ampat
Le kabupaten de Raja Ampat (en indonésien : Kabupaten Raja Ampat), est une subdivision administrative de la province de Papouasie du Sud-Ouest en Indonésie. Son chef-lieu est Waisai.

## Géographie
Le kabupaten s'étend sur 7 559,6 km2 au large de la péninsule de Doberai en Nouvelle-Guinée occidentale et occupe la plus grande partie des îles Raja Ampat dont Batanta, Misool et Waigeo ainsi que la partie nord de Salawati.

## Histoire
Le kabupaten est créé le 12 avril 2003 au sein de la province de Papouasie occidentale avant de rejoindre celle de Papouasie du Sud-Ouest lors de la création de celle-ci le 9 décembre 2022.

## Démographie
La population s'élevait à 93 918 habitants en 2019.